# Museo di Kocaeli
Il Museo di Kocaeli, noto anche come Museo Archeologico ed Etnografico di Kocaeli o Museo di İzmit, (in turco Kocaeli Müzesi) è un museo nazionale della città metropolitana di Kocaeli (nel territorio della città di İzmit, l'antica Nicomedia), nella Turchia nord-occidentale, che espone manufatti archeologici ed oggetti etnografici. È ospitato nell'ex stazione ferroviaria di İzmit.
Il museo si trova su via İstasyon nel quartiere Kozlu di İzmit.
La stazione ferroviaria è stata progettata dall'architetto tedesco Otto Ritter e costruita tra il 1873 e il 1910. La struttura copre un'area di 2,1 ettari. La stazione ferroviaria fu dismessa dopo che il corso della ferrovia, che correva lungo la costa del Mar di Marmara e attraversava il centro della città, fu cambiato per correre a nord della città.
Dopo i lavori di restauro per la riqualificazione, iniziati nel 2004, l'ex stazione ferroviaria è stata aperta all'inizio del 2007. Il museo è costituito da 1965 reperti archeologici, 1549 oggetti etnografici e 5155 monete. Oltre alle sale espositive, è presente una sala congressi da 130 posti e un laboratorio. Gli oggetti del museo sono in parte esposti nelle sale ed in parte all'aperto nel cortile del museo. Una locomotiva a vapore e due vagoni ferroviari, riconvertiti come caffetteria e ristorante sono stati situati di fronte al museo, come area ristoro per i visitatori.
Nelle sale del museo sono esposti reperti di epoca paleolitica, ellenistica, romana, bizantina e ottomana.

## Galleria d'immagini

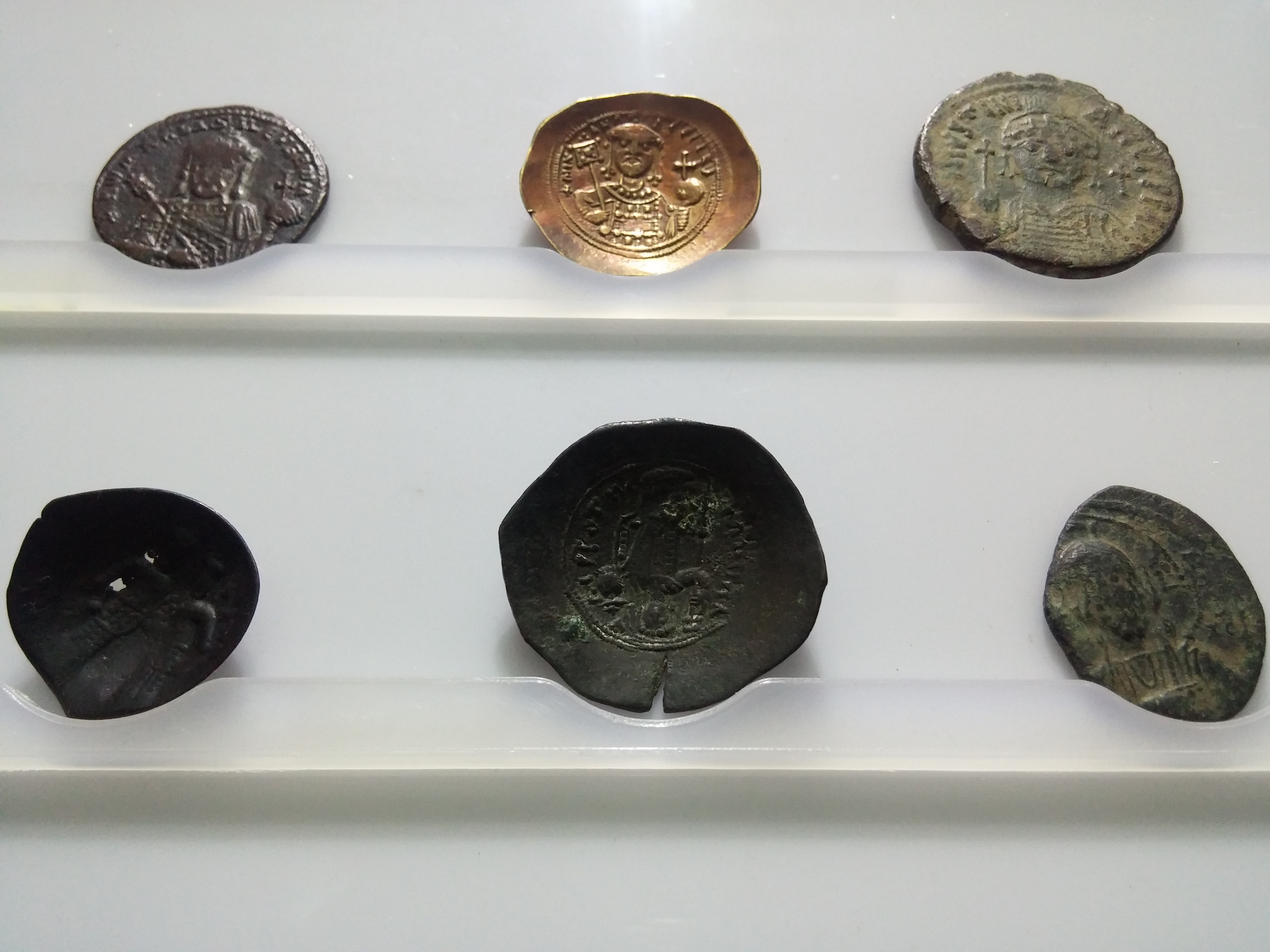
Monete romane
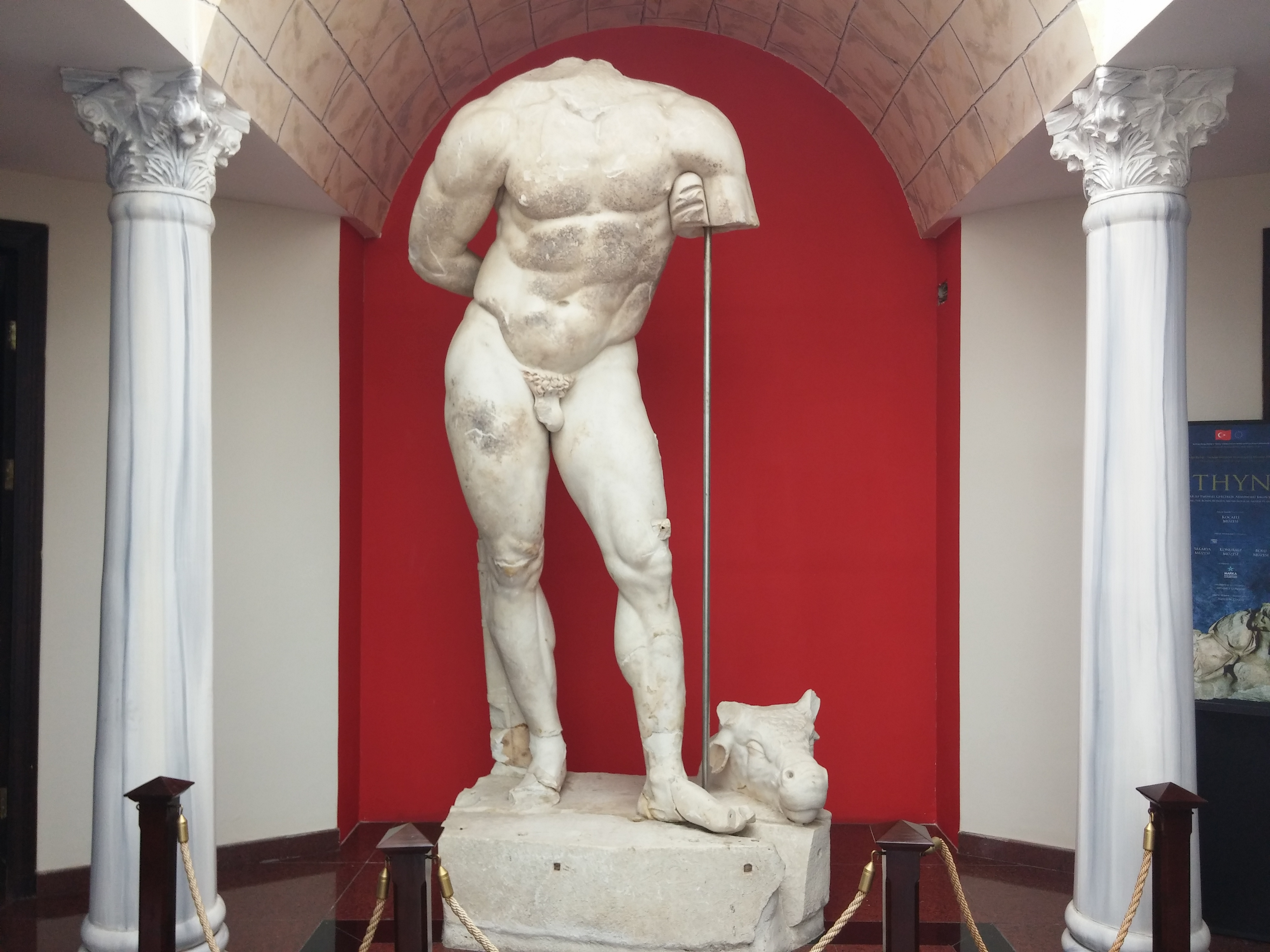
Statua di Eracle
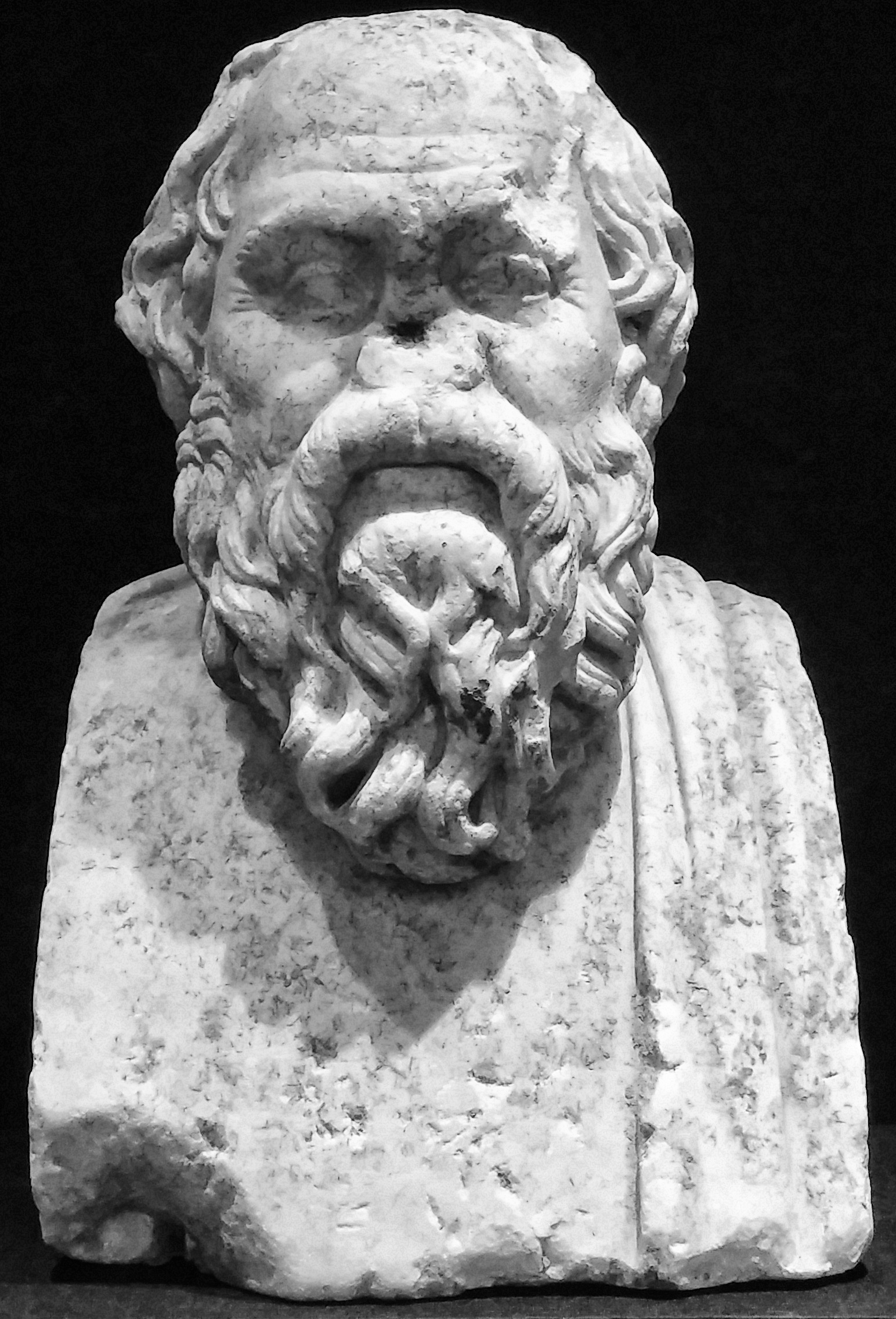
Busto di Socrate
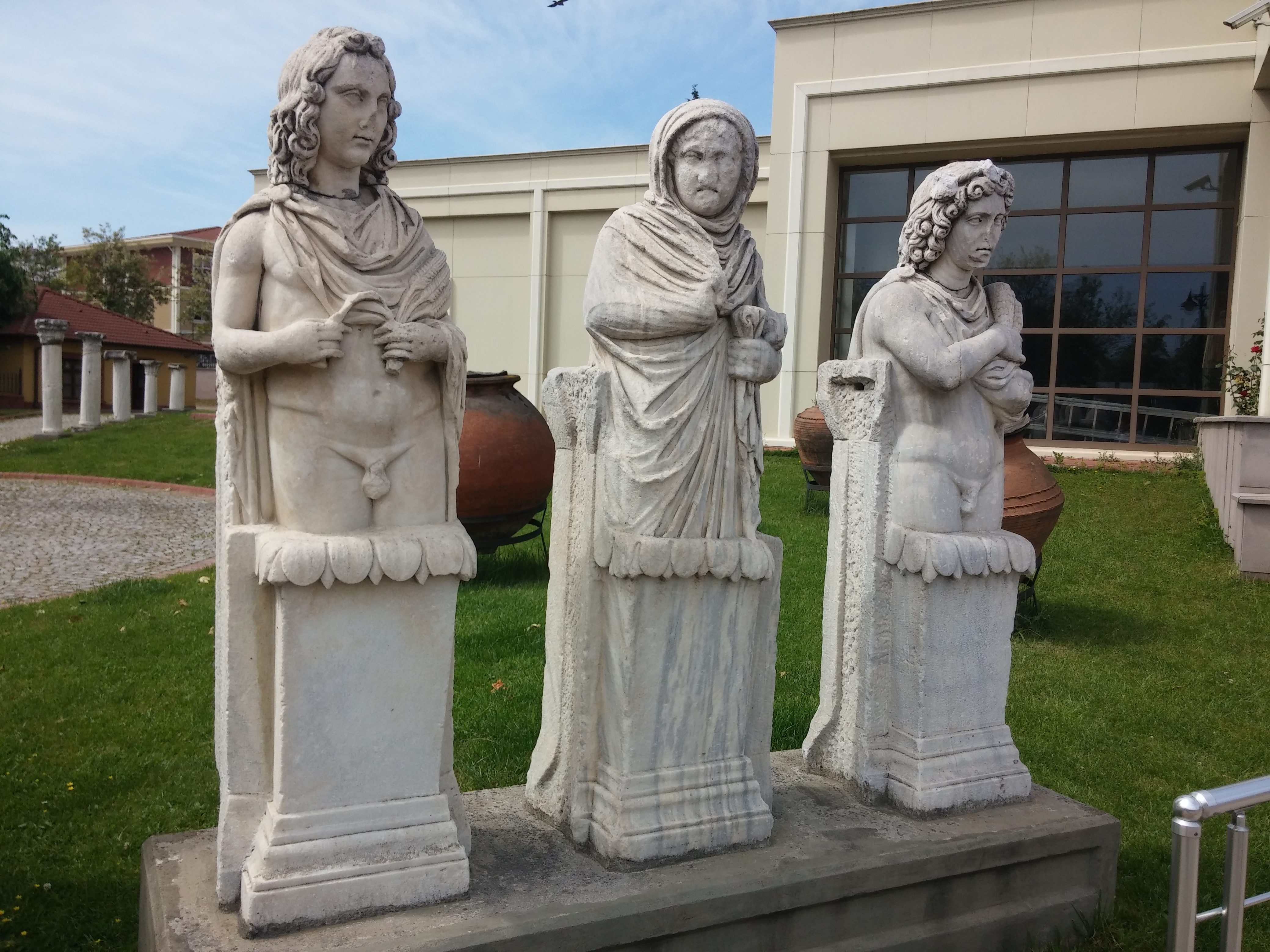
Statue rappresentanti le stagioni (da sinistra a destra: estate, inverno ed autunno)
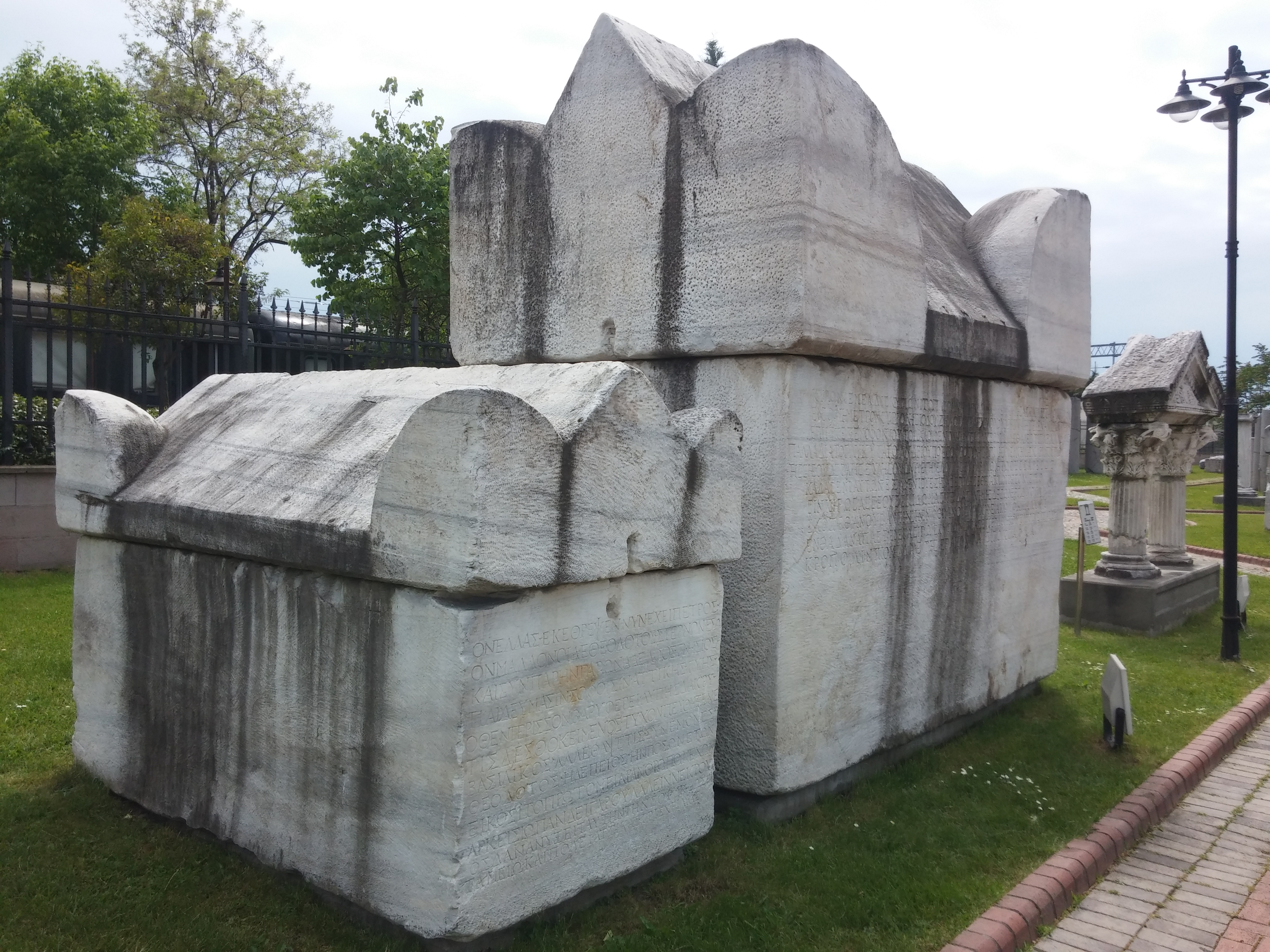
Sarcofago nel cortile del museo
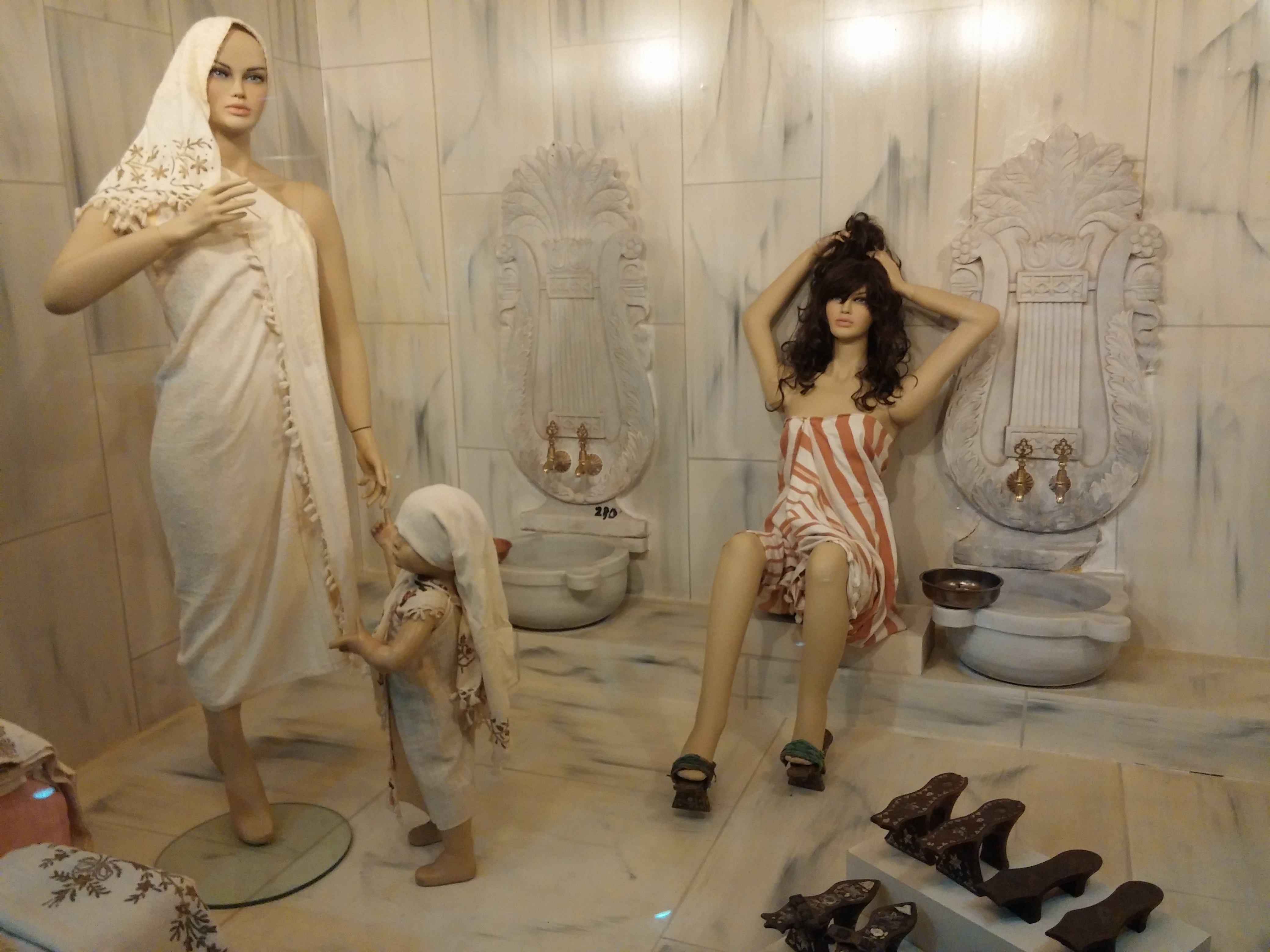
Sezione etnografica: ricostruzione di una scena in un bagno turco